# Regimantas
Regimantas ist ein litauischer männlicher Vorname, abgeleitet von regėti („sehen“) + Mantas.

## Personen
- Regimantas Adomaitis (1937–2022), Film- und Theaterschauspieler
- Regimantas Čiupaila (* 1956), Mathematiker und Politiker, Mitglied von Seimas und Innenminister Litauens
- Regimantas Ramonas (* 1945), Politiker, Bürgermeister von Biržai